# Júlio Borges
Júlio Borges est une municipalité brésilienne située dans l'État du Piauí.